# Saint-Grégoire, Tarn

Saint-Grégoire este o comună în departamentul Tarn din sudul Franței. În 2009 avea o populație de 432 de locuitori.

## Evoluția populației
| An        | 1975 | 1982 | 1990 | 1999 | 2006 | 2009 |
| --------- | ---- | ---- | ---- | ---- | ---- | ---- |
| Populație | 304  | 292  | 307  | 328  | 407  | 432  |